# Jean-Benjamin de La Borde
Ne pas confondre avec un autre fermier général Jean-Joseph de Laborde également guillotiné en 1794
Pour les articles homonymes, voir de Laborde.
Jean-Benjamin de La Borde (ou de Laborde), né à Paris le 5 septembre 1734 et mort guillotiné dans la même ville le 22 juillet 1794 (4 thermidor an II), est un compositeur, historien, mécène et fermier général français.

## Biographie

### Un financier
Fils du banquier et fermier général Jean-François de La Borde, baron de La Brosse, et de son épouse, Elisabeth Françoise Le Vasseur, Jean-Benjamin de La Borde est officier de la Fauconnerie du Roi, receveur général des finances, fermier-général et premier valet de chambre du Roi Louis XV de 1762 à 1774.

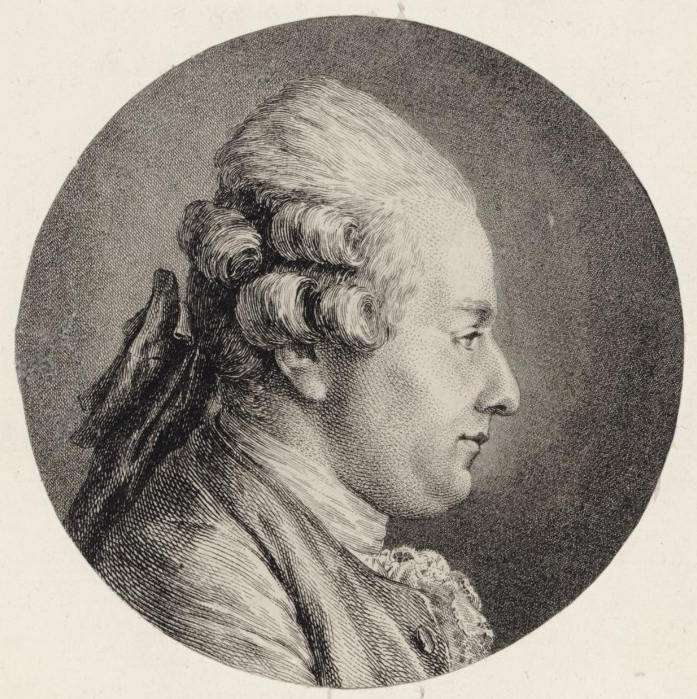
Jean-Benjamin de La Borde.

### Un amateur d'arts
Il étudie le violon avec Antoine Dauvergne et la composition avec Jean-Philippe Rameau, met en scène plusieurs opéras et fait imprimer somptueusement plusieurs ouvrages, en faisant appel à de nombreux graveurs.
Éditeur de chansons et historien de la musique à ses débuts, La Borde officie vers 1780 comme polygraphe en éditant notamment les Tableaux topographiques, pittoresques, physiques, historiques, moraux, politiques, littéraires, de la Suisse de Béat Fidèle Antoine Dominique Zurlauben (1780-1786).
Dans ses Lettres sur la Suisse, adressées à Madame de M*** (1783), relation épistolaire sur son tour de Suisse de l'été 1781, il ne trahit aucune complaisance à l'égard de Jean-Jacques Rousseau. Voici ce qu'il dit, de Vevey le 25 juillet 1783 :

« Le pays s'appelle Lavaux, et produit principalement du vin, que j'ai trouvé le meilleur de la Suisse. Il est blanc, doux, léger, agréable; c'est un bon vin d'ordinaire, et fort fin quand il est naturel, c'est-à-dire lorsque les marchands ou les voituriers ne se sont pas amusés à nos dépens. On traverse les villages de Lutry, Cully, Saint-Saphorin, Corsier, et la tour de Glérolles, bâtie, dit-on, par les Romains. La seule curiosité de tout ce pays est une colonne milliaire qui prouve que d'Avenches à Saint-Saphorin il y a 37 000 pas ; ce qui ne laisse pas d'être agréable à savoir. […] Me voici à Vevey. Je ne saurais vous exprimer, madame, combien je désirais de voir cette ville et ses environs si vantés par Rousseau, et devenus si célèbres par son roman d'Héloïse. Je me disais souvent, si le fonds de toute cette histoire n'est qu'un conte, au moins les descriptions qu'il fait des sites, des mœurs, etc. doivent être des vérités. Mais, madame, mon attente a été entièrement trompée. J'ai trouvé, il est vrai, la situation de Vevey charmante, et ses habitants de bonnes gens ; mais les divins bosquets de Clarens, l'Élysée, les charmes que l'on goûte en habitant des chalets, tout cela n'a jamais existé que dans le cerveau bouillant de Rousseau. »

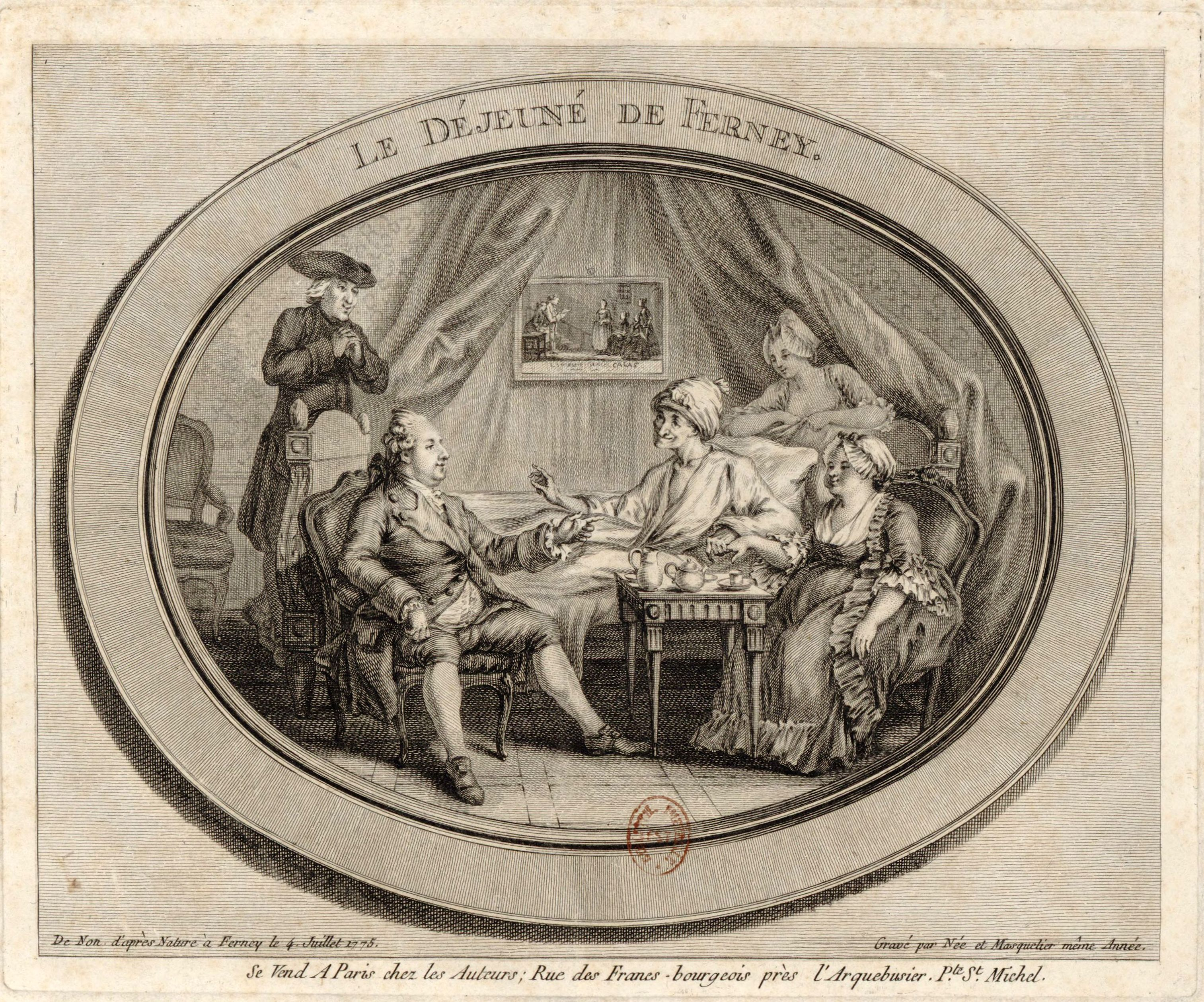
Vivant Denon - Déjeuner de Ferney (4 juillet 1775)

En 1766, rendant visite à Voltaire, à Ferney, pour lui présenter  son opéra Pandore, il en obtient la collaboration, et celle de Michel-Paul-Guy de Chabanon, pour l'écriture du livret. Les deux hommes resteront amis d'où la  gravure ci-contre de Vivant Denon les représentant en conversation, en présence du père Adam, de Mme Denis et d'une servante. Voltaire aurait dit en voyant cette gravure où il ne figure pas à son avantage : C'est Lazare au dîner du mauvais Riche !
Amant en titre de la danseuse Marie-Madeleine Guimard, il participe aux représentations qu'elle donne dans son théâtre de Pantin, puis à celui de la Chaussée-d'Antin. Il demeurait à Paris, rue et porte Montmartre.
Premier valet de chambre du Roi Louis XV de 1762 à 1774, il est fait fermier général, ce qui lui vaut d'être visé par les Révolutionnaires de 1793. On va l'arrêter à la campagne où il s'était retiré, n'ayant pas voulu émigrer. Il est condamné sous de faux prétextes, et guillotiné le 22 juillet 1794 (4 thermidor an II), cinq jours seulement avant la chute de Robespierre. Il est enterré dans une des fosses du cimetière de Picpus à Paris. Sa sépulture est au Père-Lachaise.

### Maîtresse, mariage et descendance
De la liaison avec la Guimard, est issue une fille naturelle, reconnue en 1770, nommée comme sa mère Marie-Madeleine Guimard (1763-1779) , mariée à Paris en 1778 avec Robert Claude Arnould Drais.
Il épouse en 1774 Adélaïde Suzanne de Vismes (Paris, 10 novembre 1753 - Paris, 18 juillet 1832),, fille de Pierre Martin de Vismes (1711-1777), écuyer, secrétaire du Roi 1757-1777, fermier général, et de Marie-Louise Legendre. Elle était poétesse, lectrice et dame de lit de la reine Marie-Antoinette. De ce mariage, est issu un fils, Auguste Benjamin de Laborde (Paris, 13 septembre 1775 - Nantes, 17 juillet 1845), marié avec Louise Carcenac, dont postérité.

Sa veuve se remariera en l'an VI avec Louis Antoine de Rohan-Chabot, sixième duc de Rohan. 

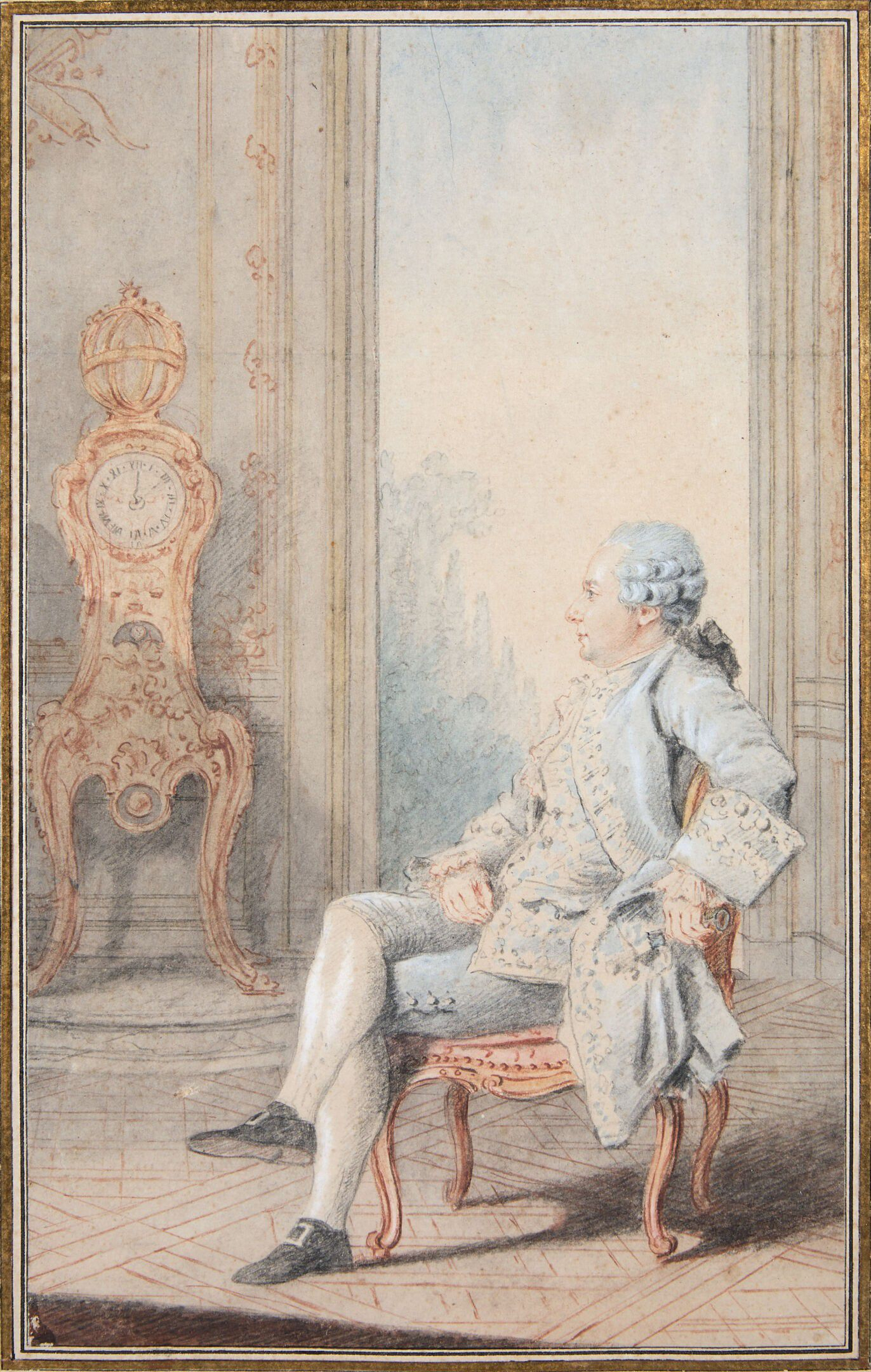
Carmontelle, Jean-Benjamin de La Borde (1734-1794) devant l'horloge astronomique de Claude-Siméon Passemant, 1762.
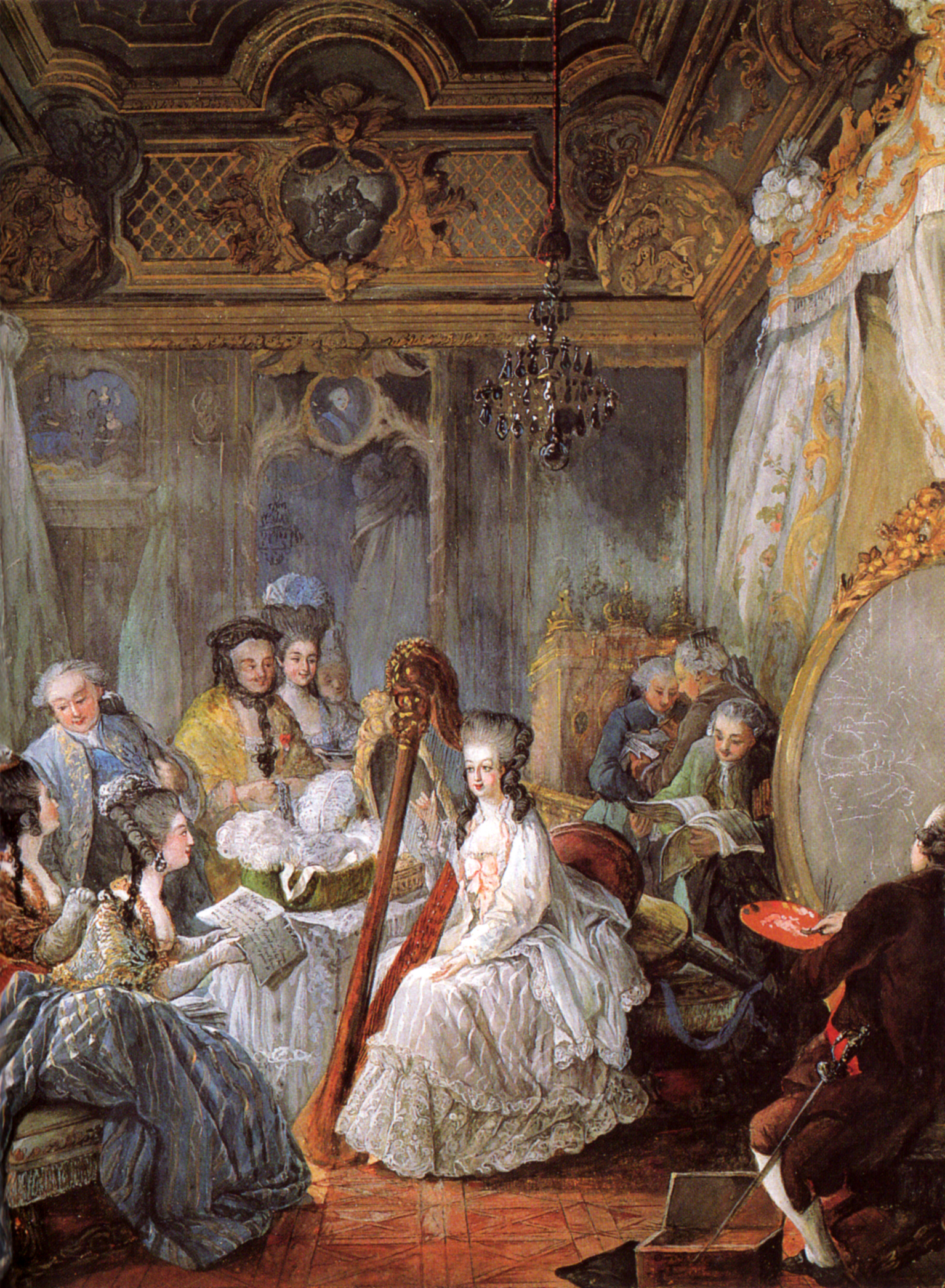
Jean-Baptiste André Gautier-Dagoty, Madame de Vismes faisant la lecture à la reine (1777), château de Versailles.

## Œuvres

### Publications littéraires
- Les Amours du grand Alcandre, par Mlle de Guise ; suivis de pièces intéressantes pour l'histoire de Henri IV. Tome premier [et second]. - A Paris : de l'imprimerie de Didot l'aîné, 1786. [BM de Senlis]
- Essai sur la musique ancienne et moderne, en 4 tomes et 6 livres, Paris, P. D. Pierres, 1780.
- Lettre de Marion de Lorme, aux auteurs du Journal de Paris. - A Londres : [s.n.], 1780 [BM de Senlis]
- Pièces du procès de Henri de Tallerand, comte de Chalais. Décapité en 1626. -Londres : [s.n.], 1781. [BM Senlis]
- Tableaux topographiques, pittoresques, physiques, historiques, moraux, politiques, littéraires de la Suisse, Paris, Clousier, 1780-1786 (3 vol., soit 2 tomes et 1 atlas)
- Description générale et particulière de la France... [Voyage pittoresque de la France, avec la description des toutes ses provinces [...] Paris, Imprimerie de Pierres, Lamy, 1781-1800. 12 tomes en 10 volumes.
- Mémoires historiques sur Raoul de Coucy,  1781.
- Pensées et maximes, 1791, éd., Paris, Lamy, 1802 :
  - « Pourquoi les mêmes égards que l'on se croit dus lorsqu'un grand les refuse, semblent-ils une grâce lorsqu'il les accorde ? » (p. 49)
  - « L'argent est un bon serviteur, mais un mauvais maître[11]. » (p. 6)

### Œuvres musicales
Sources.
- La Chercheuse d'oiseaux (livret de Derozée), Parodie (Mons, 1748)
- Le Rossignol ou Le Mariage secret (livret de Charles Collé), donné le 18 novembre 1751 au Château de Berny puis en 1751 à Paris, au Théâtre de Société
- Gilles, garçon peintre, z'amoureux-t-et-rival (livret d'Antoine Alexandre Henri Poinsinet d'après Egidio Duni, Le Peintre amoureux de son modèle, 1757), parade et parodie en un acte, donné en privé le 2 mars 1758
- Les Épreuves de l'amour (livret de Louis Anseaume), donné en 1759 à la Foire Saint-Germain à Paris
- Les Trois Déesses rivalles (1760, non représenté)
- Les Bons Amis ou Les Bons Compères (livret de Michel-Jean Sedaine) donné le 5 mars 1761 à l'Opéra-Comique; revu comme L'Anneau perdu et retrouvé le 8 août 1764 à la Comédie-Italienne
- Annette et Lubin (livret de Jean-François Marmontel), pastorale en 1 acte donnée le 30 mars 1762 au Théâtre du maréchal de Richelieu
- Ismène et Isménias ou La Fête de Jupiter (livret de Pierre Laujon), tragédie lyrique en 3 actes donnée le 13 juin 1763 à Choisy puis le 11 décembre 1770 à l'Académie royale de musique
- Le Dormeur éveillé (livret conjoint de Ménilglaise et Laborde), donné le 27 octobre 1764 à Fontainebleau
- Les Amours de Gonesse ou Le Boulanger (« Le Mitron et la mitronne ») (livret de Charles-Simon Favart et Chamfort), opéra bouffon en un acte donné le 8 mai 1765 à la Comédie-Italienne
- Fanny (livret de Chamfort), 1765 (non représenté)
- Thétis et Pélée (livret de Fontenelle, tragédie lyrique en 3 actes donnée le 10 octobre 1765 à Fontainebleau
- Zénis et Almasie (livret de Chamfort et du duc de La Vallière), ballet-héroïque en 1 acte donné le 2 novembre 1765 à Fontainebleau avec Bernard de Bury
- Le Coup de fusil (1766)
- La Madragore (1766)
- Le Revenant (livret de François Guillaume Desfontaines [Fouques]), (1766)
- Pandore (livret de Voltaire et Michel Paul Guy de Chabanon), tragédie lyrique en 5 actes donnée le 14 février 1767 au Théâtre des Menus-Plaisirs
- Amphion (livret d'Thomas), ballet-pastorale-héroïque en 1 acte donné le 13 octobre 1767 à l'Académie royale de musique
- Colette et Mathurin (livret de Desfontaines), 1767
- La Meunière de Gentilly (livret de Pierre-René Lemonnier), comédie meslée d'ariettes en un acte le 13 octobre 1768 à la Comédie-Italienne
- Candide (livret Le Prieur), 1768
- Alix et Alexis (livret de Poinsinet) donné le 6 juillet 1769 à Choisy)
- Le Chat perdu et retrouvé (livret de Carmontelle), donné en 1769 à la Comédie-Italienne
- Jeannot et Colin (livret de Desfontaines), 1770
- La Cinquantaine, pastorale en 3 actes donnée le 13 août 1771 à l'Académie royale de musique
- Amadis de Gaule (livret de Philippe Quinault), tragédie lyrique en 5 actes donnée le 26 novembre 1771 à l'Académie royale de musique)
- Le Billet de mariage (livret de Desfontaines), donné le 31 octobre 1772 à la Comédie-Italienne
- Adèle de Ponthieu (livret de Jean-Paul-André Razins de Saint-Marc), tragédie lyrique en 3 actes données le 1er décembre 1772 à l'Académie royale de musique) avec Pierre Montan Berton
- Le Projet (livret de Nicolas Étienne Framéry), 1772
- L'Amour quêteur (livret d'Alexandre-Louis-Bertrand Robineau), donné en 1779 à Trianon
- La Chercheuse d'esprit (livret de Favart)
- Choix de chansons mises en musique par M. de La Borde, Paris, Impr. de De Lormel, 1773 (avec planches illustrées de Jean-Michel Moreau (1741-1814)

Cartes et plans
- Histoire abrégée de la Mer du Sud ornée de plusieurs cartes, 1791
- Carte d'une partie de la Mer du Sud avec des details sur les principles isles de cette mer par Mr. de Laborde, Paris, P. Didot, 1791
- Carte d'une partie de la Nouvelle Hollande et l'isle des Arsacides decouverte par Mrs de Bougainville de Surville et Shortland; et de quelques autres cotes de la Mer du Sud par Mr. de Laborde, Paris, P. Didot, 1791

### Discographie
- Laborde-Rameau, Trio Dauphine, 2015. Extraits des Trois Recueils de Chansons avec accompagnement de harpe, de violon et de clavecin — sur forumopera.com.

### Filmographie
Dans le film Jeanne du Barry (2023) de Maïwenn, son rôle est interprété par Benjamin Lavernhe.